# Affluents de la Cère en Chataigneraie
Affluents de la Cère en Chataigneraie este o arie protejată (sit de importanță comunitară — SCI) din Franța întinsă pe o suprafață de 204,5 ha, integral pe uscat.

## Localizare
Centrul sitului Affluents de la Cère en Chataigneraie este situat la coordonatele 44°54′47″N 2°06′19″E / 44.91306°N 2.10525°E.

## Înființare
Situl Affluents de la Cère en Chataigneraie a fost declarat arie specială de conservare în baza directivei 92/43 din 1992 referitoare la conservarea habitatelor naturale și a faunei și florei sălbatice pentru a proteja 4 specii de animale.

## Biodiversitate
Situată în ecoregiunea continentală, aria protejată conține 3 habitate naturale: Păduri aluvionare cu Alnus glutinosa și Fraxinus excelsior (Alno-Padion, Alnion incanae, Salicion albae), Pajiști cu Molinia pe soluri calcaroase, turboase sau argilos-nămoloase (Molinion caeruleae), Păduri de fag acidofile atlantice, cu subarboret de Ilex și, uneori, de asemenea, Taxus, la nivelul arbuștilor (Quercion robori-petraeae sau Ilici-Fagenion).
La baza desemnării sitului se află mai multe specii protejate:
- mamifere (1): vidră de râu (Lutra lutra)
- nevertebrate (2): Austropotamobius pallipes, Margaritifera margaritifera
- pești (1): cicar (Lampetra planeri)